# Jesús Flores Magón
Gaspar Jesús Flores Magón (San Simón, Oaxaca, 6 de enero de 1871-Ciudad de México, 7 de diciembre de 1930) fue un periodista y político mexicano, hermano de Ricardo y Enrique Flores Magón. Sus padres fueron Teodoro Flores y Margarita Magón. Desde niño vivió en la capital del país donde trabajó para sostener sus estudios y después para ayudar a sus hermanos.

## Biografía
Se tituló como abogado en 1897. Fundó con su hermano Ricardo el periódico Regeneración con el lema "Periódico Jurídico Independiente" que apareció por primera vez el 7 de agosto de 1900 y en el que fungió inicialmente como director. Fue encarcelado varias veces por sus críticas al sistema judicial. Asistió como delegado a la Convención de Clubes Liberales de San Luis Potosí en 1901. En 1902 se casa con Clara Hong y reduce su actividad política. Fue expulsado del país y durante el exilio en Estados Unidos se ahondaron las diferencias políticas con sus hermanos, quienes habían asumido ideas anarquistas. 
Regresó a México en 1910 y elabora la carta de constitución a la caída de Díaz de la presidencia de la república. En 1911 editó junto con Antonio I. Villarreal una versión moderada del periódico Regeneración en la Ciudad de México, mientras que en Los Ángeles, sus hermanos Enrique y Ricardo editaban la versión radical del periódico, ambas versiones estaban desvinculadas. En ese año también participó en la Junta Iniciadora de la Reorganización del Partido Liberal Mexicano después de separarse de la Junta Organizadora del Partido Liberal impulsada por sus hermanos.
En el gabinete del presidente Francisco I. Madero fue subsecretario de justicia y secretario de gobernación de febrero a noviembre de 1912, renunció cuando se le propuso aceptar la cartera de Fomento. Al producirse el golpe de Estado de Victoriano Huerta en febrero de 1913 fue de nuevo desterrado. A su retorno se dedicó al ejercicio de su profesión.
Durante los convulsos años siguientes, permaneció en la Ciudad de México, al tomar el poder el revolucionario Venustiano Carranza optó por abandonar el país en razón de que había participado como compañero de fórmula del candidato a la presidencia Manuel Calero y Sierra, regresó a México tras la muerte de Venustiano Carranza en 1920.